# Maya Ng Chin Yue
Maya Ng Chin Yue (20 d’agost de 1984) és una actriu i model eivissenca.
Filla de pares alemanys, nasqué i es crià en un entorn hippie a l’illa d’Eivissa, que li permeté assolir una profunda espiritualitat inspirada en el budisme, si bé es declara atea.
Viu a París des dels 15 anys. Va començar la seva carrera com a actriu amb el curt Leonor, del francès Paul Blain, amb qui després es va casar. Des de llavors va passar per diversos formats com la publicitat, fins que va passar al cinema. Ha aparegut, entre d'altres, a 99 francs (2007), de Jean Kounen, o Taken (2008) de Pierre Morel.

## Cinema
- 2002 : La Guerre à Paris de Yolande Zauberman.[1]
- 2005 : Contre-coup de Mia Hansen-Løve.
- 2005 : A Tale of Two Hippies de Stefan Archetti
- 2007 : 99 francs de Jan Kounen.[3]
- 2007 : Taken de Pierre Morel.[3]
- 2008 : Clip de Bruno Maman Place de wazemmes
- 2009 : Sèrie Marion Mazzano, al canal France 2

## Teatre
- 2001: Crime et Châtiment, posada en escena de Robert Hossein al teatre de Marigny
- 2002: C'était Bonaparte, posada en escena de Robert Hossein al Palau d’Eports de París
- 2004: On achève bien les chevaux, posada en escena de Robert Hossein al Palau de Congressos de París
- 2006: Ben-Hur, posada en escena de Robert Hossein a l'estadi de França
- 2007: Jean-Paul II, posada en escena de Robert Hossein al Palau d’Eports de París

## Moda
- 1998: Moda Adlib, Eivissa
- 2005: Col·lecció tardor-hivern, de Moura & Jien